# Батлер, Ховард Рассел
Ховард (Говард) Рассел Батлер (англ. Howard Russell Butler; 1856—1934) — американский художник, основатель Американского общества изящных искусств. Также он убедил Эндрю Карнеги финансировать строительство искусственного озера Carnegie Lake недалеко от Принстонского университета.

## Биография

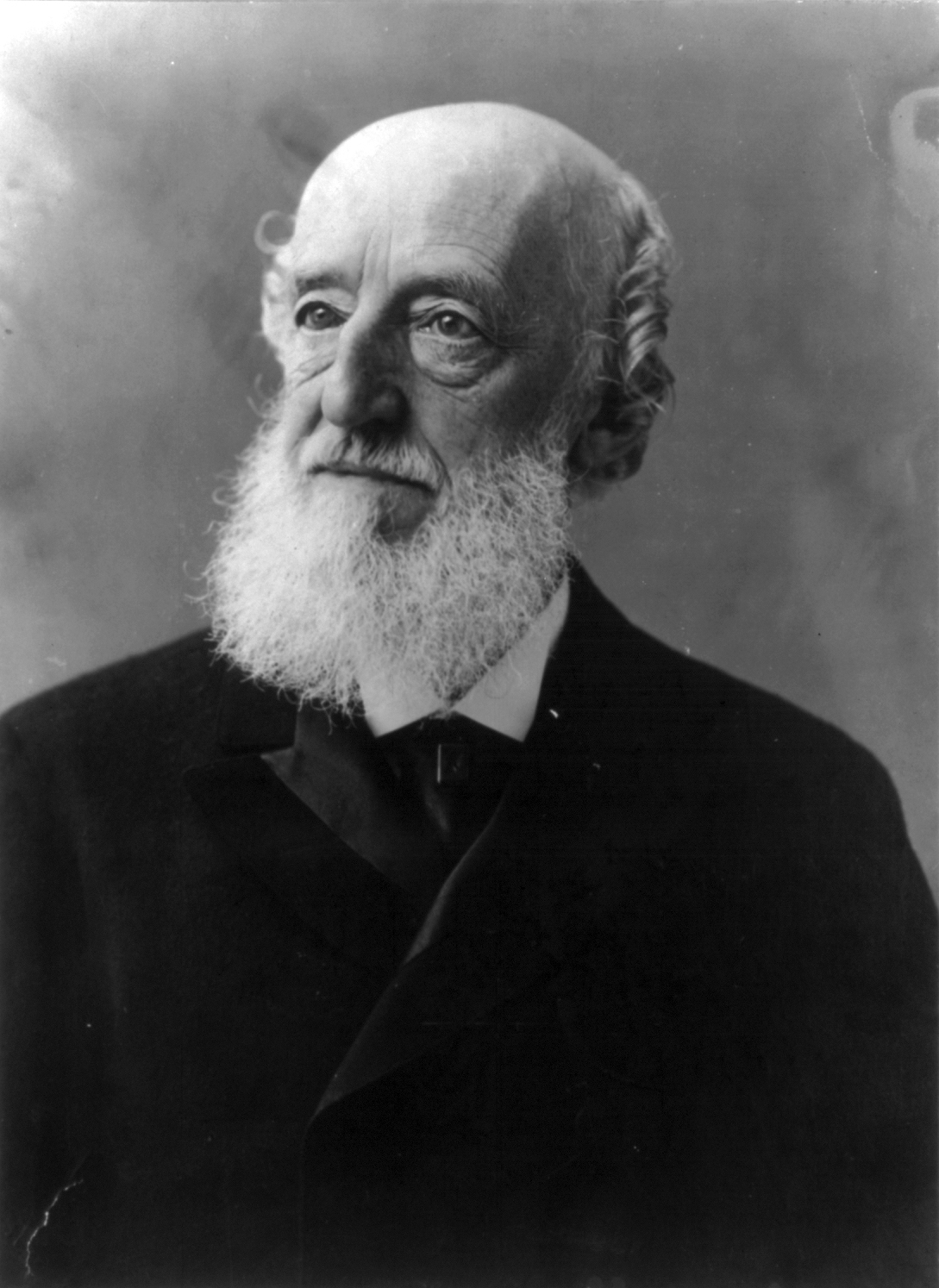
Отец Ховарда — Уильям Батлер, 1902 год

Родился 3 марта 1856 года в Нью-Йорке в семье Уильяма Аллена Батлера — юриста и писателя-сатирика.
Своё художественное образование начал с посещения Национальной академии дизайна, в студии своего дяди — художника Уильяма Хезелтайна. Посещал Принстонский университет (являлся здесь членом гребной команды), получив научную степень, и в 1876 году был приглашен на год в качестве ассистента профессора физики. С 1878 по 1879 год Батлер занимался технической иллюстрацией в Нью-Йорке, где был знаком с Томасом Эдисоном. В 1881 году он окончил Колумбийский университет, где изучал право. До 1984 года работал юристом, когда решил целиком сосредоточиться на живописи.
C целью повышения художественного образования, обучался у Фредерика Чёрча в Мексике, затем — в Лиге студентов-художников в Нью-Йорке. В Ховард Батлер приехал во Францию, оставшись в Париже на два года. Был членом американской художественной колонии в Конкарно. В 1889 он смог найти средства для создания здания для изящных искусств, которое было посещаемым местом студентов-художников Лиги и членов Общества американских художников, став центром вновь образованного Американского общества изящных искусств, которым Батлер руководил первые 17 лет. При поиске средств для создания общества, он познакомился с Эндрю Карнеги, который нанял его для рисования на срок десять лет.
В 1899 году он стал академиком Национальной академии дизайна, также был членом Архитектурной лиги Нью-Йорка и Общества американских художников.
Умер 20 мая 1934 года в Принстоне, штат Нью-Джерси. Похоронен на городском кладбище Princeton Cemetery.
С 1890 года Батлер был женат на Вирджинии Хейс (англ. Virginia Hays; 1866—1945), у них был сын — (англ. Howard Russell Butler; 1896—1996).

## Труды
Произведения Ховарда Батлера можно увидеть в Метрополитен-музее, Американском музее естественной истории и National Museum of American Art.

Некоторые работы
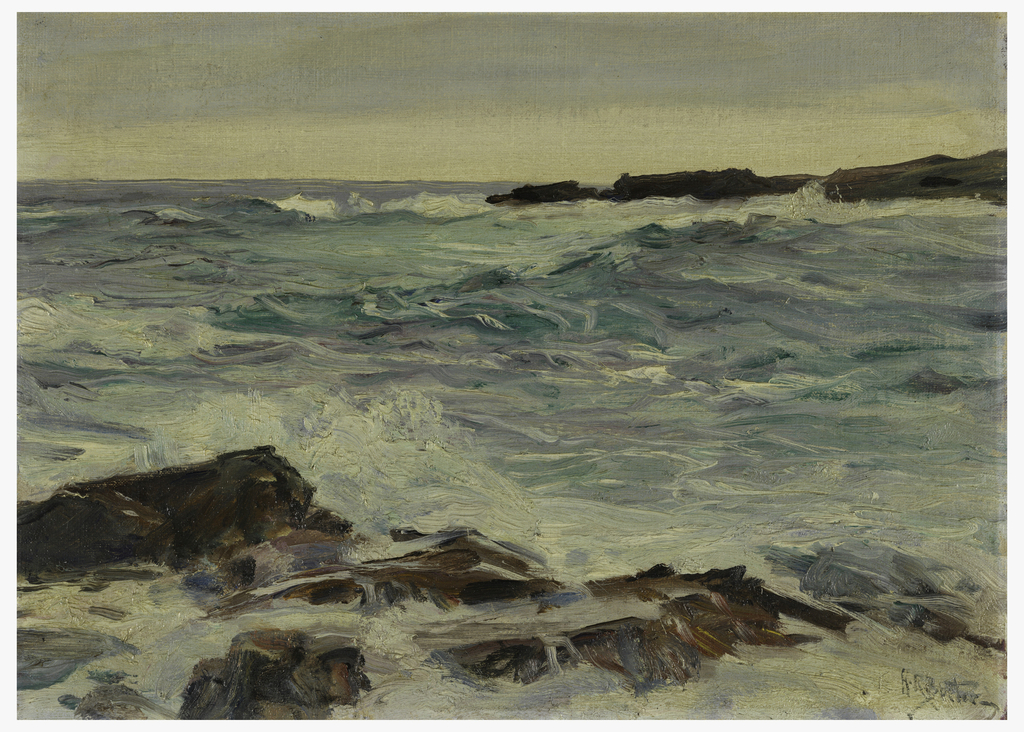
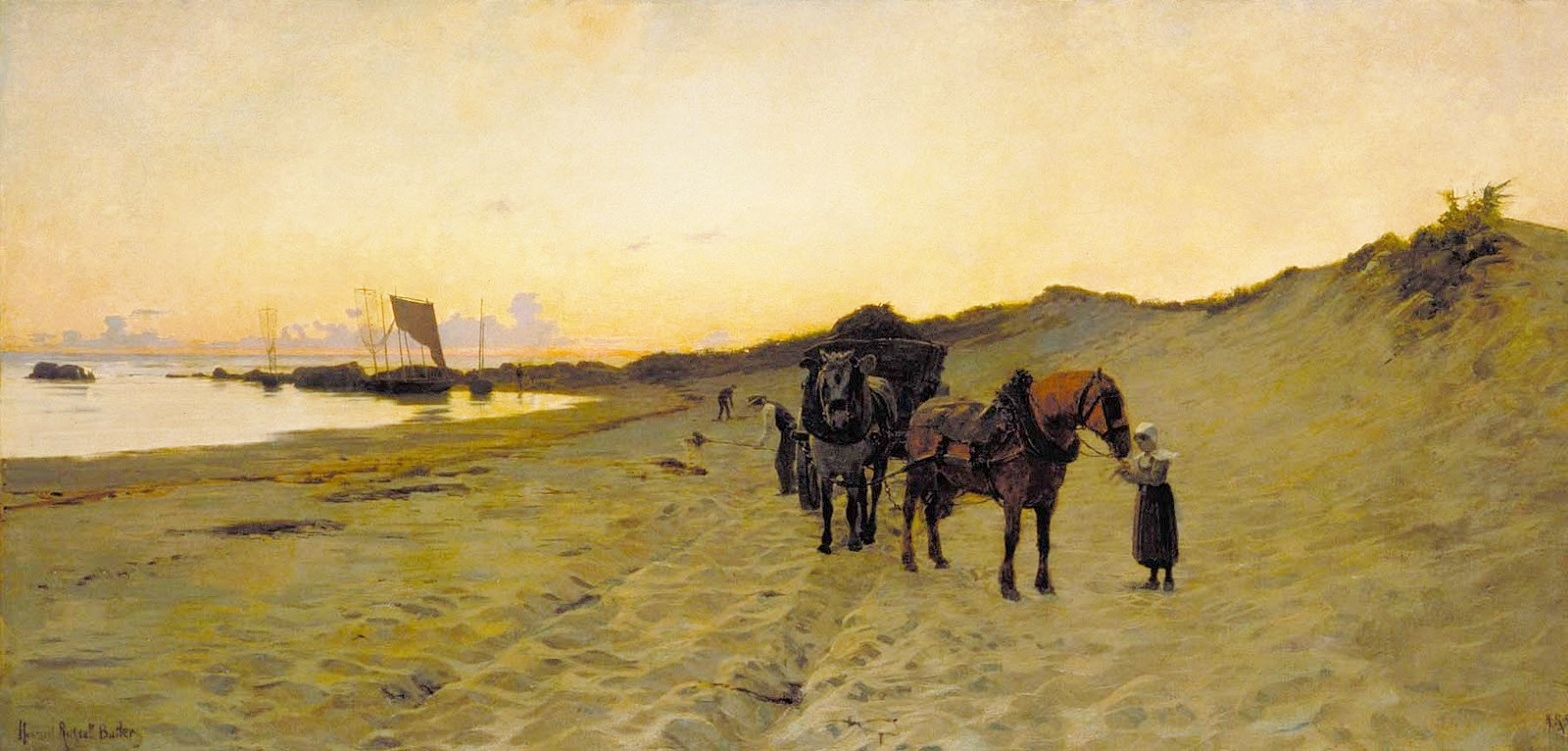
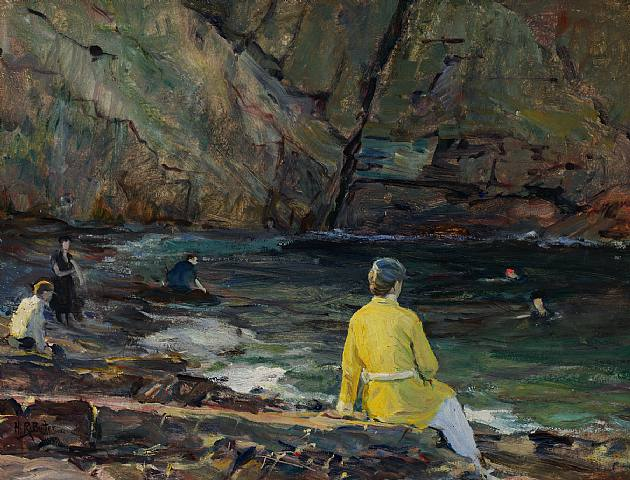